# Mijares (Fluss)

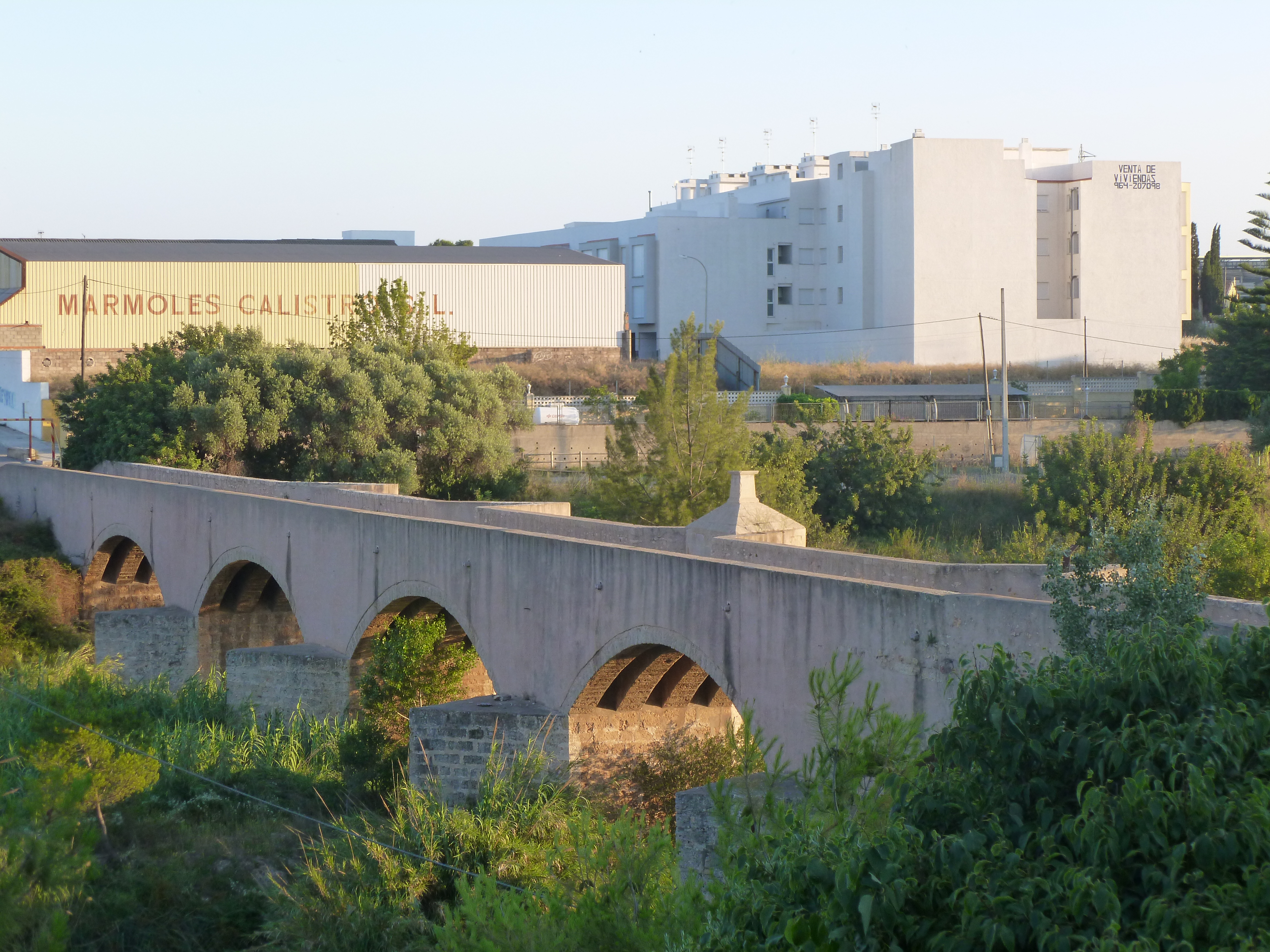
Pont de Santa Quitèria

Der Río Mijares (valencianisch Riu Millars) ist ein ca. 155 km langer Küstenfluss in der ostspanischen Autonomen Region Valencia.

## Verlauf
Der Río Mijares entspringt aus mehreren Quellbächen in der Sierra de Gúdar auf dem Gebiet der Gemeinde El Castellar im Südosten der Provinz Teruel. Er fließt zunächst etwa 10 km in Richtung Nordwesten, wendet sich dann bei Cedrillas in Richtung Südwesten, später dann in Richtung Süden um schließlich eine südöstliche Richtung einzunehmen und ca. 10 km südöstlich der Stadt Villarreal (valencianisch Vila-real) in der Provinz Castellón ins Mittelmeer zu münden.

## Größere Nebenflüsse
- Río Valbona
- Riu de Villahermosa

## Stauseen
- Embalse de Arenós (Bauzeit 1970–1977, Fläche 418 ha, Kapazität 137.000.000 m³ /
Staudamm: Höhe 109 m, Länge 428 m)
- Embalse de Sichar (Bauzeit 1957–1960, Fläche 317 ha, Kapazität 49.000.000 m³ /
Staudamm: Höhe 58 m; Länge 581 m)

## Sehenswürdigkeiten
Der in der Provinz Teruel (Aragonien) befindliche Ober- und Mittellauf des Río Mijares sind – bis auf die beiden Stauseen – weitgehend naturbelassen; es gibt etliche Wanderwege. Der in der Provinz Castellón (Valencia) befindliche Unterlauf ist dagegen wegen der landwirtschaftlichen Nutzung weniger hübsch anzusehen.

## Brücke
Der möglicherweise auf römischen Fundamenten aufruhende Pont de Santa Quitèria nördlich von Villarreal (39° 57′ 14,4″ N, 0° 5′ 42,1″ W) ist eine sechsbogige, ca. 154 m lange, 3 m breite und maximal 9 m hohe Segmentbogenbrücke, die nach Hochwasserschäden immer wieder ausgebessert wurde. Ungewöhnlich sind die jeweils vier Unterzüge unterhalb der einzelnen Brückensegmente, die wahrscheinlich erst im Mittelalter ausgeführt wurden (vgl. Pont de Vernay, Frankreich).